# Héctor Hugo Eugui
Héctor Hugo Eugui Simoncelli (ur. 18 lutego 1947 w Mercedes) – urugwajski piłkarz występujący na pozycji lewego skrzydłowego, trener piłkarski, od 2025 roku prowadzi meksykański Correcaminos UAT.